# Ресторан Нова тиха ноћ
Ресторан Нова тиха ноћ је ресторан са традиционалном српском кухињом, који се налази на Звездари, у близини Звездарске шуме.

## Историјат
Ресторан Нова тиха ноћ је наследник ресторана Тиха ноћ, који је око 1950. године отворен, и који је важио за један од бољих ресторана у Београду са традиционалним српским специјалитетима. Власник ресторана Тиха ноћ био је Селим који је успео од тог ресторана који није био велики да направи синоним за добру храну. Касније, 1989. године ресторан мења власника, и тада власник постаје Никола Бачковић, који наставља традицију, али уводи осим српских и далматинске специјалитете. Ресторан 2001. године се сели на нову локацију, која је од старе удаљена 400м, и тада мења назив у Ресторан Нова тиха ноћ.

## Занимљиве посластице[3]
- Туфахије
- Крушка у вину
- Ораснице
- Палачинке у винском шатоу